# ビル・デモット
ビル・デモット（Bill DeMott、本名：William Charles DeMott II、1966年11月10日 - ）は、アメリカ合衆国のプロレスラー。フロリダ州タイタスヴィル出身。
1990年代から2000年代にかけて、大型のラフ&パワーファイターとしてWCWやWWFで活動した。巨漢ながらムーンサルトプレスを軽々とこなす身体能力を持ち、トレーナーとしても活躍している。

## 来歴
ニューヨークのブルックリンにあるジョニー・ロッズのスクールでトレーニングを積み、1990年にデビュー。スウィート・ウィリアムスの名義で東部地区のインディー団体を転戦後、1992年にプエルトリコのAWFにて、ロード・ウォリアー・アニマルのビジュアル・イメージをコピーしたクラッシュ・ザ・ターミネーター（Crash the Terminator）に変身する。
同年9月、ビクター・キニョネスのブッキングでW★INGプロモーションに初来日。以降もW★INGの主力外国人選手となって活躍し、11月6日には札幌中島スポーツセンターにて、ミスター・ポーゴとのコンビでザ・ヘッドハンターズからW★ING認定世界タッグ王座を奪取。翌1993年7月11日の横浜文化体育館では、16人参加のトーナメント決勝でゴリアス・エル・ヒガンテを破り、W★ING認定世界ヘビー級王座の初代王者となった。

### WCW
その後ECWを経て、ケビン・サリバンの仲介で1995年9月からWCWに登場。いつもニタニタ笑っている "The Laughing Man" というキャラクター設定のもと、ユーモラスを捩ったヒュー・モラス（Hugh Morrus）のリングネームが与えられ、サリバン率いるダンジョン・オブ・ドゥームの一員となって活動。1996年3月には「ヒュー・モアーズ」の表記で新日本プロレスに初参戦した。
以降も中堅ヒールのポジションでWCWに定着、1997年9月22日の『マンデー・ナイトロ』では、ビル・ゴールドバーグの連勝ストーリーにおける最初の犠牲者となっている。1999年からはジミー・ハートのファースト・ファミリーに加入、ブライアン・ノッブスやザ・バーバリアンと共闘し、ハードコア戦線を中心に活動した。
2000年下期にベビーフェイスに転向し、エリック・ビショフから戦力外通告を受けたという設定のもと、ブッカー・Tやチャボ・ゲレロ・ジュニアらと共に、ミスフィッツ・イン・アクション（Misfits in Action）なるミリタリー・スタイルのユニットを結成。ジェネラル・レクション（General Rection）を名乗ってユニットのリーダー格となり、同年10月29日にランス・ストーム&ジム・ドゥガンとのハンディキャップ・マッチを制してUSヘビー級王座を獲得、初のメジャータイトル戴冠を果たした。
また、11月16日にドイツにて開催されたPPV "Millennium Final" ではドイツ出身のアレックス・ライトのパートナーとなり、ナチュラル・ボーン・スリラーズのショーン・オヘア&マーク・ジンドラックからWCW世界タッグ王座を奪取している。

### WWF / WWE
2001年、ワールド・レスリング・フェデレーション・エンターテインメントのWCW買収に伴いWWFに移籍し、6月4日放送の『ロウ・イズ・ウォー』におけるケイン対クリスチャンのインターコンチネンタル王座戦に乱入。WCWとECWの連合軍として結成されたアライアンスのメンバーとなり、WWF正規軍との軍団抗争アングルに参入した。
アングル終結後の2002年は当時のWWFの下部団体HWAに出場し、3月12日にレイヴェンと組んでランス・ケイド&スティーブ・ブラッドリーからHWAタッグ王座を奪取している。同年下期には本名のビル・デモット（Bill DeMott）の名義で新人選手発掘番組『タフ・イナフ』第3シリーズのトレーナーに起用され、前任者のタズやボブ・ホーリーが担当していた鬼教官の役どころを受け持った。 
以降はリングネームもビル・デモットに変更し、『スマックダウン』のアンダーカードで活動。2003年10月からはダイジェスト番組 "Velocity" のカラー・コメンテーターも担当した。その後はWWEの専属トレーナーとなり、ファーム団体DSWにて若手選手の指導・育成に携わっていたが、2007年1月の契約満了に伴いWWEを解雇された。
以後、ノース&サウスカロライナのCWAやバージニアのUWFなどのインディー団体へのスポット出場を経て、2011年に『タフ・イナフ』新シリーズのトレーナーとしてWWEと再契約。2012年6月からはNXTのヘッドトレーナーに就任したが、2015年3月6日、NXT所属選手に対する体罰が噂されるようになり、辞任することになった。

## 得意技
- ノー・ラフィン・マター（No Laughing Matter） - ムーンサルトプレス
- ノー・ジョーク（No Joke） - リバース・スウィンギング・ネックブリーカー
- ダイビング・エルボー・ドロップ
- パワーボム
- パワースラム
- ミリタリー・プレス

## 獲得タイトル
W★INGプロモーション
- W★ING認定世界ヘビー級王座：1回[4]
- W★ING認定世界タッグ王座：1回（w / ミスター・ポーゴ）[3]

WCW
- WCW USヘビー級王座：2回[6]
- WCW世界タッグ王座：1回（w / アレックス・ライト）[8]

その他
- AWFヘビー級王座：1回
- HWAタッグ王座：1回（w / レイヴェン）[9]

## 育成した選手
- ジョナサン・カーティス
- ジョン・モリソン
- ダニエル・ピューダー
- ドリュー・ハンキンソン
- マイク・ミザニン
- ライアン・パーメーター
- ライアン・リーブス
- トレネーシャ・ビガーズ
- アンディ・リーヴァイン
- テイラー・ワイルド（英語版）
- マット・カポテリ（英語版）